# Koulsy Lamko
Koulsy Lamko (Chad, 25 de octubre de 1959) es un dramaturgo, poeta, novelista y profesor universitario chadiano  que reside en México. Es titular de un Doctorado en Lenguas y literaturas de la Universidad de Limoges (Francia) y un DEA en Textos y lenguaje, literaturas general y comparada. También es titular de un Certificado en Emprendimiento y Gestión Cultural. 

## Vida
La guerra civil en Chad llevó a Lamko a abandonar su país en 1983 para ir a Burkina Faso, donde participó activamente en la Revolución Democrática y Popular de Thomas Sankara.  Allí trabajó en la promoción del teatro comunitario, participó en la creación del Instituto de los Pueblos Negros como diseñador de programas y en la fundación del Festival Internacional del Teatro para el Desarrollo. 
Tras una estancia en Francia en el Festival Internacional de las Francofonías,  se trasladó a Ruanda donde fundó el Centro Universitario de las Artes de la Universidad Nacional de Ruanda (CUA) y enseñó Teatro y Creación Literaria. Desde el CUA, participó activamente en las estrategias culturales para la prevención y gestión de conflictos y la reconciliación en el contexto post-genocidio de Ruanda.  Su experiencia en Ruanda le llevó a escribir la novela «La falena de las colinas” sobre el Genocidio de los Tutsi de 1994.
En 2003 llegó a México invitado por el Parlamento Internacional de Escritores a permanecer en la Casa Refugio Citlaltépetl. Desde entonces, decide instalarse en México donde desde 2010, con el apoyo del Gobierno de la Ciudad, fundó Casa R. Hankili África, una casa de refugio para escritores y artistas africanos y un centro cultural dedicado a la promoción de las culturas africanas y de la diáspora negra. 
En 2009, fue residente invitado de Amsterdam Vluchtstad en el antiguo apartamento de Ana Frank y su familia en el Amsterdam Merwedeplein.
Como profesor investigador y conferencista, enseñó y compartió numerosas conferencias sobre la Creación literaria,  la Semiología en las artes escénicas, el Teatro en África, la Literatura africana y el Cine, la Gestión de Empresas Culturales y Estudios Africanos en las Relaciones internacionales, en diversas universidades e institutos: American University of Nigeria, Instituto Tecnológico Autónomo de México, Casa Hankili África México; Universidad Autónoma de la Ciudad de México (Coordinador de Difusión Cultural y Extensión Universitaria), Universidad Autónoma del Estado de Hidalgo – México, Universidad Nacional Autónoma de México, National University of Rwanda; Institut des Peuples Noirs of Burkina Faso.

## Publicaciones

### Teatro
- Le camp tend la sébile, 1988, Ed. Presses Universitaires de Limoges
       -Ndo kela ou l'initiation avortée, 1993, Editions Lansman
       -Tout bas … si bas, 1995, Ed. Lansman
       -Comme des flèches, 1996, Ed. Lansman
       -Le mot dans la rosée, 1997, Ed. Actes Sud Papiers
       -Théâtre Vessie pour lanterne, recolección de 10 obras del autor, Ed. Kuljaama, 2005
       -Celle des iles, Ed. Acoria, 2012
       -Bintou Were, un Opéra du Sahel, libretto, producido en  Bamako, Amsterdam Muziekgebouw (Holland) y Théâtre du Chatelet (France) 2007 
       -Africa 50, producido  en Addis Abeba para los 50 años de la OUA-UA),  2013

### Relato, y cuento
-Regards dans une larme, 1990, Ed. Mondia-Canada
       -Les repos des masques, 1995, Ed.  Marval
       -Sou, sou, sou, gré, gré, gré, 1995, Ed. FOL Haute Vienne
       -Aurore, 1997, Ed. Le bruit des autres
       -Au large de Karnac”, in L’Europe vues d’Afrique, Ed. Le Cavalier Bleu, 2004

### Novela
-La phalène des collines, 2002, Ed. Le Serpent á Plumes
       -Sahr, Champ de folie, 2010, Ed. Vignaubière
       -Les racines du yucca, 2011, Ed. Philippe Rey

### Poesía y álbum musical
- Exils, Solignac 1993, Le bruit des Autres
       -Bir Ki Mbo (con Stéphane Scott and Rémi Stengel) 1997
       -Dabirbiti (con Napoleon Ochoa) 2012

### Ensayo
-La libertad se conquista, recolecciones en español     de los discuros de Thomas Sankara Ed. UACM/Casa Refugio Citlaltépetl,     México, 2007
       -Koulsy Lamko on exotic man, 2009, The Power of Culture
       -Genocidio de los tutsi de Ruanda, la memoria en camino, (en colaboración  con Boubacar Boris Diop and Palmira Telésforo Cruz), Ed. Hankili So África / Prince
Claus Fund, México, 2012
       -Théâtre de la participation en Afrique, tesis de doctorat, publicado por les Editions Universitaires Européennes, Saarbrücken, 2017
       -Bintou Wéré, African Opera, ensayo sobre la Opéra du Sahel, publicado por Prince Claus Fund, Ámsterdam, 2017
       -Nosotros, los otros, los alucinados en el azur, no somos africanistas, Ed. Hankili So África/CONACULTA, México, 2018

### Guion y texto para cine y documental
-La longue marche, 1992, dirigido par Dramane Deme, DIPROCI 
       -Crépuscule, 1997, en colaboración con François Woukoache
       -L’ acte fatal, 1997,  en colaboración con Jean Claude Boussard
       -Ibitekerezo by’abana en colaboración con François Woukoache
       -Karame mwana en colaboración con Francois Woukoache
       -Les échelles de l’espoir, en colaboración con Wasis Diop, 
       -Feeding Roots, dirigido por Koulsy Lamko, NUR/Prince Claus Fund and DOEN